# Camilla Spira
Camilla Spira (Hamburg, 1 maart 1906 - Berlijn, 25 augustus 1997) was een Duitse actrice. Haar bekendste rol was die van Guste in Kurt Maetzigs bioscoopfilm Die Buntkarierten uit 1949.

## Familie
Camilla Spira was de dochter van Fritz Spira, een Oostenrijkse acteur van Joodse afkomst. Hij was tot circa 1910 aan het toneel actief, en daarna speelde hij, meestal kleine, rollen in stomme films.
Haar moeder was Lotte Spira (geboren als Wilhelmine Emilie Charlotte Andresen), die van 1904 tot omstreeks 1922 actrice was aan het toneel, en daarna rollen in stomme films speelde.
Het huwelijk tussen Camilla's ouders duurde van 1905 tot aan hun echtscheiding in 1934.
Camilla's zuster, Steffie Spira, was eveneens actrice. Zij verliet Duitsland in 1933. Zij was communiste en brak vanaf 1947 door in de DDR als film-, vanaf 1960 ook als tv-actrice; Steffie distantieerde zich in 1989 van het regime van de Oost-Duitse SED.

## Levensloop

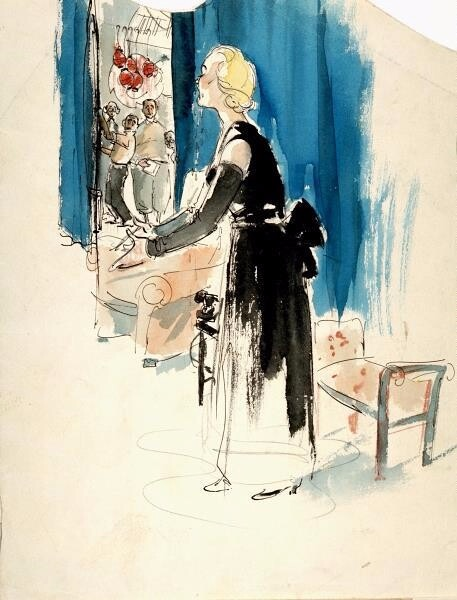
Tekening (collectie bruikleen: Joods Museum (Nederland)) uit 1943 door Leo Kok: Camilla Spira in Kamp Westerbork
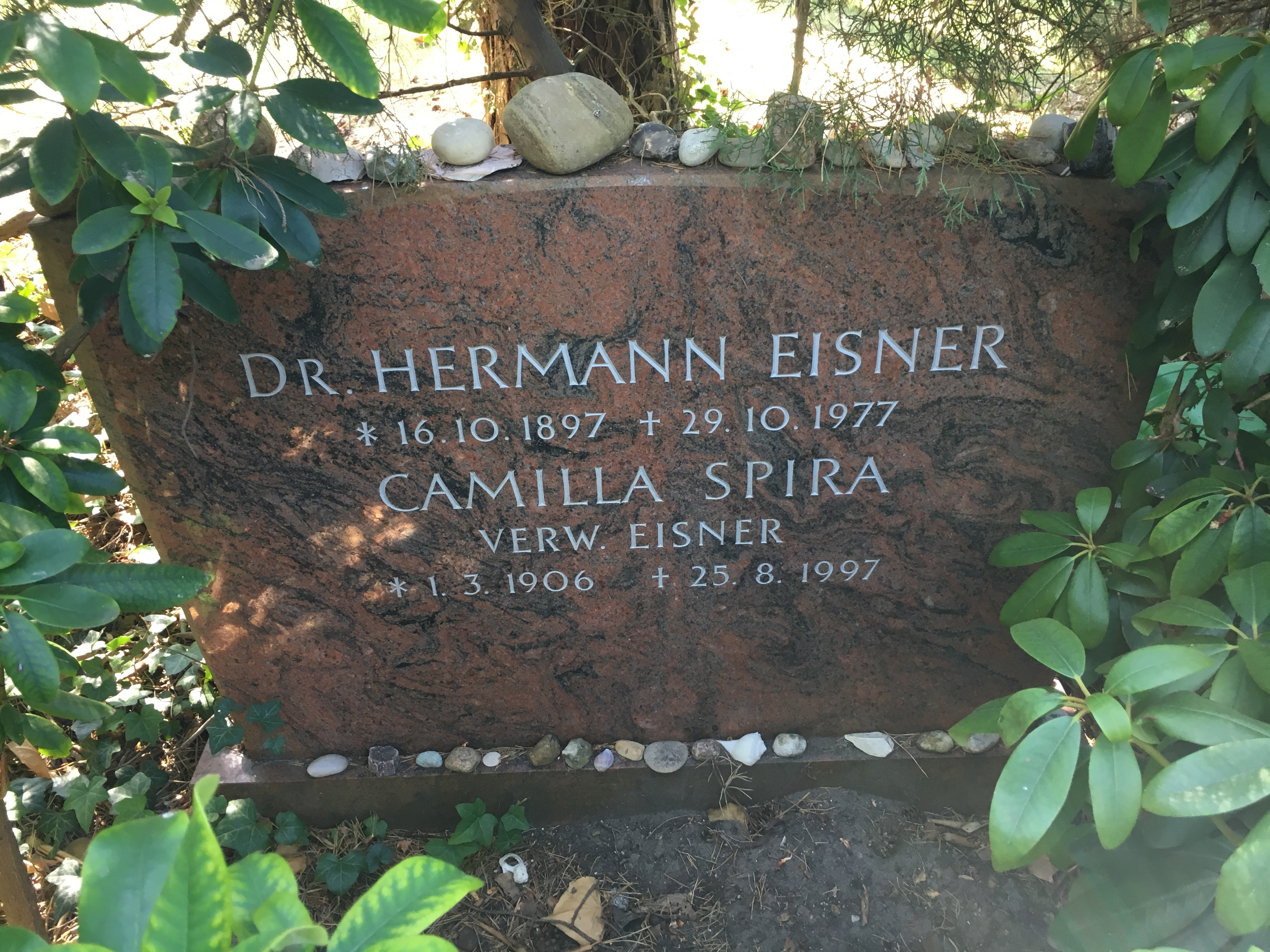
Grafsteen van Camilla Spira en haar echtgenoot

Camilla Spira bezocht na de middelbare school een door Max Reinhardt te Berlijn opgerichte theateropleiding. Haar eerste toneelrol kreeg zij in 1922. Haar eerste rol in een stomme film speelde Camilla in 1924. Van 1925-1927 speelde zij toneel aan het Deutsche Theater in de Duitse hoofdstad. In 1930 had Camilla een glansrol in Ralph Benatzky's Singspiel of operette Im weißen Rößl of Im weissen Rössl.
Het feit, dat Camilla een goede zangstem had, beïnvloedde haar filmcarrière gunstig; zij acteerde in tal van geluidsfilms als knap meisje met een goed, opgeruimd karakter.
Camilla Spira trouwde in 1927 met Hermann Eisner (1897-1977), een advocaat en adjunct-directeur van een Berlijnse bierbrouwerij, bij wie zij nog in 1927 een zoon en in 1937 een dochter kreeg.
In 1935 kreeg Camilla met de Neurenberger Wetten te maken; zij was Halbjüdin, half-Joods, en mocht niet meer voor niet-Joods publiek optreden en niet meer in Duitse films acteren. In 1938 begeleidde zij met haar twee kinderen haar echtgenoot op een zakenreis naar de Verenigde Staten; op de terugreis, in november, hoorde zij van de Kristallnacht, en week met haar gezin uit naar Amsterdam.
In Amsterdam werd zij in 1943 door de Duitse bezetter opgepakt en naar Kamp Westerbork afgevoerd. In Westerbork trad Spira, met o.a. Willy Rosen op in het variété-gezelschap Gruppe Bühne Lager Westerbork. Deze voorstellingen vonden plaats kort na het vertrek van een trein naar Concentratiekamp Auschwitz, en amuseerden zowel de kampbewakers als de gevangenen, die hieraan een dankbare afleiding hadden. In het najaar van 1943 wendde Camilla zich tot Hans Georg Calmeyer, die bij de Duitse bezettingsautoriteiten te Den Haag tot taak had, vast te stellen of iemand al dan niet Joods was en naar de vernietigingskampen zou worden gedeporteerd. Camilla had reeds in 1933 met haar moeder afgesproken, om zo nodig tegenover de nazi's te verklaren dat deze haar had opgebiecht, dat ze met haar, niet-Joodse, Hongaarse collega-acteur Victor Palfy was vreemdgegaan en dat deze korte relatie een zwangerschap en de geboorte van Camilla had veroorzaakt. Zodoende verklaarde Camilla tegenover Calmeyer, dat zij een buitenechtelijk kind en dus arisch was; dat zij dit tegenover haar man, met wie zij al zes jaar getrouwd was, niet durfde te vertellen, om hem niet te compromitteren. In oktober 1943 werd Camilla voorlopig uit Westerbork vrijgelaten. Bij verhoor te Berlijn bevestigde Camilla's moeder Lotte dit verhaal. Een door Calmeyer geraadpleegd antropoloog, Hans Weinert, concludeerde o.a. aan de hand van overgelegde foto's, dat Camilla eerder de gelaatstrekken van Victor Palfy dan die van haar "officiële" vader Fritz Spira had. Haar huwelijk met Hermann Eisner werd als Privilegierte Mischehe, geprivilegieerd gemengd huwelijk, bestempeld. Het gehele gezin kwam nu niet langer meer in aanmerking voor de gevreesde deportatie naar Auschwitz, en overleefde de Tweede Wereldoorlog in Amsterdam.
In 1947 keerde Camilla Spira met haar gezin terug naar Berlijn. Ze vestigde zich in West-Berlijn, kreeg toneel-engagements aan het Theater am Schiffbauerdamm en het Hebbel-Theater in Kreuzberg. De Oost-Duitse staats-filmmaatschappij DEFA contracteerde haar voor o.a. Die Buntkarierten (1949), een zeer succesvolle film. Anders dan haar zuster Steffie koos zij voor West- in plaats van Oost-Berlijn. Daarna zette zij haar carrière nog lang voort, zij het vaak slechts in bijrollen. De bekendste films, waarin Camilla nog optrad, waren Des Teufels General, Himmel ohne Sterne en Rosen für den Staatsanwalt.
Camilla Spira werd na haar overlijden in 1997 niet ver van haar huis bijgezet op de begraafplaats van Berlin-Dahlem.

## Filmografie (selectie)
- 1924: Mutter und Sohn
- 1925: Das Herz am Rhein
- 1926: Brennende Grenze
- 1926: Die dritte Eskadron
- 1926: Die versunkene Flotte
- 1926: Wir sind vom K. u. K. Infanterie-Regiment
- 1931: Die Faschingsfee
- 1931: Mein Leopold
- 1932: Grün ist die Heide
- 1932: Gehetzte Menschen
- 1932: Die elf Schill'schen Offiziere
- 1933: Der Judas von Tirol
- 1933: Morgenrot (nog vóór de machtsovername door Adolf Hitler geproduceerd)
- 1933: Das Testament des Dr. Mabuse
- 1933: Sprung in den Abgrund (nog vóór de machtsovername door Adolf Hitler geproduceerd)
- 1935: Hoheit tanzt Walzer
- 1949: Die Buntkarierten (DDR)
- 1950: Dr. Semmelweis – Retter der Mütter
- 1950: Epilog - Das Geheimnis der Orplid
- 1950: Die lustigen Weiber von Windsor (DDR)
- 1952: Der fröhliche Weinberg
- 1952: Pension Schöller
- 1952: Drei Tage Angst
- 1954: Emil und die Detektive
- 1955: Des Teufels General
- 1955: Vatertag
- 1955: Der letzte Mann
- 1955: Himmel ohne Sterne
- 1956: Fuhrmann Henschel
- 1956: Liebe
- 1957: Der tolle Bomberg
- 1957: Das Herz von St. Pauli
- 1958: Freddy, die Gitarre und das Meer
- 1958: Nachtschwester Ingeborg
- 1958: Der Czardas-König
- 1958: Vater, Mutter und neun Kinder
- 1959: Rosen für den Staatsanwalt
- 1961: Vertauschtes Leben
- 1962: Das Mädchen und der Staatsanwalt
- 1962: Affäre Blum
- 1963: Piccadilly null Uhr zwölf
- 1967-1968: Großer Mann was nun? (tv-serie; alle 8 afleveringen)
- 1969: Der Kommissar - Das Ungeheuer (televisieserie)
- 1973: Die Powenzbande (televisie)
- 1975: Motiv Liebe - Goldener Käfig (televisieserie)
- 1983: Gestern bei Müllers (televisieserie; enkele afleveringen)
- 1987: Wanderungen durch die Mark Brandenburg: Im Spreeland (televisie)
- 1991: So wie es ist, bleibt es nicht. Die Geschichte von Camilla und Steffie Spira, filmbiografie
- 1999: Kurt Gerron und sein 'Karussell' (televisiedocumentaire)

## Hoorspelen
- 1927: Rudolf Bernauer, Rudolph Schanzer: Wie einst im Mai. Große Berliner Posse mit Gesang in vier Bildern (Otille von Henkeshoven) – Regie: Rudolf Bernauer (Funk-Stunde AG, Berlin)
- 1948: George Bernard Shaw: Der Kaiser von Amerika – Regie: Alfred Braun (Berliner Rundfunk)
- 1965: Max Kretzer: Der Millionenbauer. Damals war's – Geschichten aus dem alten Berlin (Berta Köppke) (Geschichte Nr. 5 in 15 Folgen) – Regie: Ivo Veit (RIAS Berlin)

## Onderscheidingen
Camilla Spira is enkele malen onderscheiden:
- 1949: Nationalpreis der DDR 2e klasse voor kunst en literatuur (voor haar rol in Die Buntkarierten)
- 1986: Kruis van Verdienste aan Lint van de Bondsrepubliek Duitsland